# Сијудад Аподака
Сијудад Аподака (шп. Ciudad Apodaca) је град у Мексику у савезној држави Нови Леон. Према процени из 2005. у граду је живело 393.195 становника.

## Становништво
Према подацима са пописа становништва из 2010. године, град је имао 467.157 становника.
| 1990.   | 1995.   | 2000.   | 2005.   | 2010.   |
| ------- | ------- | ------- | ------- | ------- |
| 103.364 | 212.118 | 270.369 | 393.195 | 467.157 |